# TET (satellite)
Pour les articles homonymes, voir TET.
TET-1 (acronyme de TechnologieErprobungsTräger c'est-à-dire Support de validation de technologies), est un programme de satellite de test technologique développé par l'agence spatiale  allemande DLR. Le premier exemplaire de ces microsatellites, d'une masse de 120 kg, est lancé le 20 juillet 2012 par un lanceur russe Soyouz depuis le cosmodrome de Baïkonour et placé sur une orbite polaire de 506 km et de 95,0° d'inclinaison.

## Contexte
TET-1 est un programme de microsatellites développé dans le cadre du programme OOV (On-Orbit Verification) financé par le ministère allemand de l'économie et des technologies. L'objectif de ce programme est de fournir un moyen aux instituts de recherche et industriels allemands de valider de nouvelles technologies spatiales en vol. Il est ainsi prévu de lancer une fois tous les deux ans un satellite embarquant les équipements à valider. Pour limiter les coûts de développement et d'exploitation, les responsables du projet retiennent la plate-forme de microsatellite mise au point pour le satellite BIRD et le segment sol est simplifié. Toujours pour limiter les coûts le développement du satellite est réalisé sous la maîtrise d'œuvre d'une entreprise privée dans un laps de temps réduit. TET-1 doit permettre de tester 75 % des équipements. Pour les autres équipements, la DLR recherche auprès de ses partenaires internationaux et des autres agences spatiales des opportunités pour faire voler l'expérience.

## Caractéristiques techniques du satellite TET-1
TET-1 est un satellite cubique de 88 × 58 × 67 cm de côté avec une envergure de 1,6 mètre une fois les panneaux solaires déployés. La plate-forme est celle utilisée pour le satellite BIRD. Elle est modulaire et réalisée en aluminium et matériau en nid d'abeilles. Le satellite est stabilisé sur 3 axes et peut être pointé vers le nadir en mode observation avec une précision de plus ou moins cinq minutes d'arc et un taux de pivotement de 1° par seconde. Les corrections d'orientation sont assurées à l'aide de quatre roues de réaction et trois paires de magnéto-coupleurs. La détermination de l'orientation du satellite est obtenue grâce à deux capteurs de Soleil, deux viseurs d'étoiles, un récepteur GPS et un gyrolaser 3 axes. Les communications se font en bande S avec un débit de 2,2 mégabits/s.

## Charge utile de TET-1
La charge utile de TET-1 a une masse de 50 kg et est constituée par 11 équipements qui doivent être testés dans l'espace dans le cadre de la mission :
- Un accumulateur lithium-polymère.
- Un panneau solaire utilisant des cellules solaires flexibles TSFC (Thin Film Solar Cell).
- Une plate-forme senseur.
- Le système de propulsion Aquajet : de type résistojet.
- Un panneau solaire utilisant des cellules solaires de dernière génération.
- Une caméra infrarouge.
- Le récepteur GPS bi-fréquence NOX (Navigation and Occultation Experiment).
- Un nouveau système d'exploitation BOSS (Embedded Operating System design for dependability and for formal verification).
- Des circuits céramiques Keramis-2 (Ceramic Microwave Circuits for Satellite Communications) utilisés pour les télécommunications.
- L'expérience MORE (Memory Orbit Radiation Experiment) destinée à évaluer l'effet des radiations sur les circuits électroniques en mesurant différents paramètres.